# Astacoides caldwelli
Astacoides caldwelli е вид десетоного от семейство Parastacidae. Видът е застрашен от изчезване.

## Разпространение и местообитание
Разпространен е в Мадагаскар.
Обитава сладководни басейни, морета и реки.

## Описание
Популацията на вида е намаляваща.